# Pseudognaphalium illapelinum
Pseudognaphalium illapelinum là một loài thực vật có hoa trong họ Cúc. Loài này được (Phil.) Anderb. miêu tả khoa học đầu tiên năm 1991.